# Kača (Sevastopol)
Kača (ukrajinsky  i rusky Кача, krymskou tatarštinou Къачы) je sídlo městského typu na jihovýchodě Krymu,  administrativně začleněn pod město se zvláštním statusem Sevastopol. Podle okupační správy Ruské Federace spadá administrativně pod město federálního významu Sevastopol.

## Historie
Osada byla založena roku 1912 na místě samoty Alexandro-Michajlovka, když sem byla ze Sevastopolu přeložena škola vojenských letců. Ta byla sice v roce 1941 evakuována (od roku 1954 působila ve Stalingradu/Volgogradu), až do svého zrušení v roce 1998 však přesto nesla název Kačinské vyšší vojenské letecké učiliště letců.
Roku 1926 zde bylo 69 domů, z nich 51 selských. Počet obyvatel činil 333 (145 mužů a 188 žen), z toho bylo 233 Rusů, 53 Němců, 24 Ukrajinců, 8 Tatarů a 2 Židé.
Název sídlo dostalo podle nedaleko tekoucí řeky Kača.

## Obyvatelstvo
Při sčítání lidu roku 2014 žilo v Kače 4282 lidí, z toho 3387 Rusů, 608 Ukrajinců, 50 Bělorusů a 37 Arménů.

### Vývoj populace
- 1926 — 366 obyvatel
- 1939 — 2 834 obyvatel
- 1989 — 5 783 obyvatel
- 2001 — 4 996 obyvatel
- 2009 — 5 233 obyvatel
- 2010 — 5 229 obyvatel
- 2011 — 5 174 obyvatel
- 2012 — 5 173 obyvatel
- 2014 — 5 124 obyvatel